# NGC 4268
NGC 4268 је спирална галаксија у сазвежђу Девица која се налази на NGC листи објеката дубоког неба.
Деклинација објекта је + 5° 17' 3" а ректасцензија 12h 19m 47,1s. Привидна величина (магнитуда) објекта NGC 4268 износи 12,3 а фотографска магнитуда 13,2. NGC 4268 је још познат и под ознакама UGC 7371, MCG 1-32-4, CGCG 42-23, VCC 371, NPM1G +05.0339, PGC 39712.